# Ayensu
Der Ayensu ist ein Fluss in Ghana.

## Verlauf
Der Ayensu entspringt in den Hügeln des Atewa Range unweit der Quelle des Densu und fließt von dort etwa 100 Kilometer nach Süden, bis er in Winneba in den Atlantik mündet.

## Hydrometrie
Der Abfluss des Ayensu wurde an der Messstation Winneba zwischen den Jahren 1976 und 1978, kurz vor der Mündung, in m³/s aufgezeichnet.
- Diagrammdaten:
- Definition |
- Rohdaten |
- Hilfe